# Massospondylus
Massospondylus (eller Massospondylus carinatus) var en planteædende dinosaurus, der levede omkring 200 millioner år siden. Det første eksemplar blev opdaget af Richard Owen i 1854. Der er fundet rester i Sydafrika. 